# Etnografiska Missionsutställningen
Etnografiska Missionsutställningen var en stor publik utställning som hölls i hörsalen på Vetenskapsakademien i Stockholm, Drottninggatan 96, under sommaren 1907.

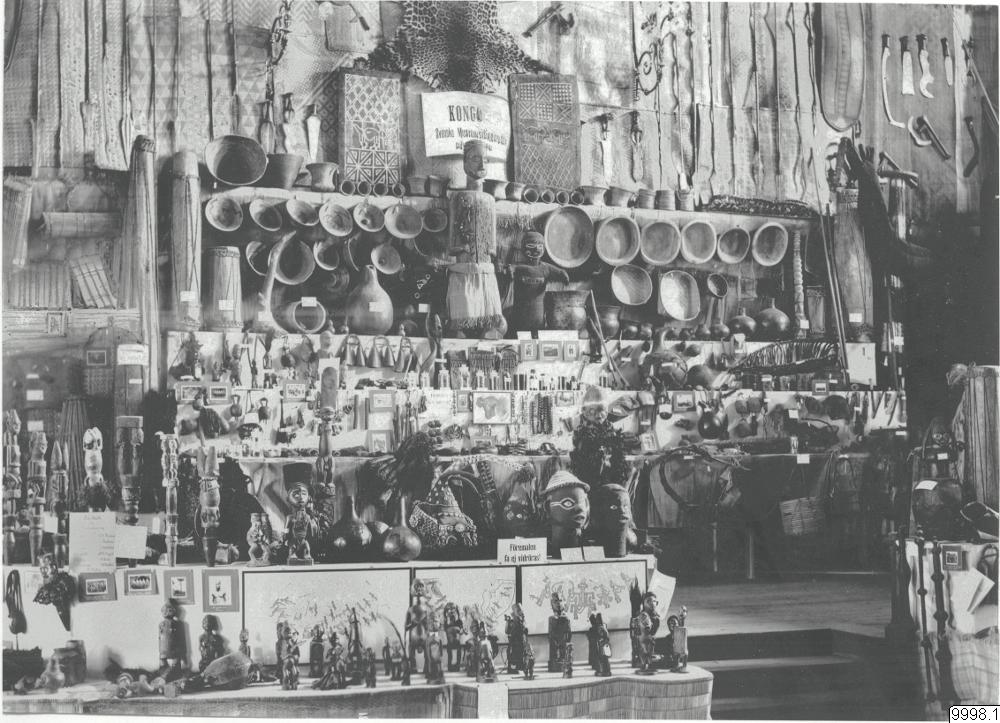
Interiör från Etnografiska missionsutställningen på Vetenskapsakademien i Stockholm 1907

Ansvarig för utställningen var Erland Nordenskiöld i samarbete med Svenska Missionsförbundet, och den visade tusentals etnografiska föremål som samlats in av svenska missionärer i olika delar av världen. I synnerhet Kongo var väl representerat, med en stor niombo (kongolesisk tygfigur med karaktäristiska armgester) som centralpunkt, men föremål fanns även från bland annat Kina, Persien och Indien. I en särskild sektion visades fotografier från olika missionsstationer samt manuskript på vad som beskrevs som "hednaspråk". Utställningen var öppen 15 maj - 15 september 1907, och därefter hölls åtminstone de kongolesiska föremålen tillgängliga för studier på Vetenskapsakademin fram till hösten 1909.  
Nordenskiöld hade under flera decennier drivit frågan om ett permanent nationellt etnograﬁskt museum i Sverige, och Missionsutställningen var tänkt lägga ytterligare tyngd bakom den kampanjen. Målet uppnåddes dock inte förrän långt senare (1930) då Etnografiska museet fick egna lokaler på Gärdet i Stockholm. En del av föremålen från Missionsutställningen finns idag där, som en del av samlingarna på Statens museer för världskultur.